# Raid de Barcelone (1115)
Reconquista
Batailles
- Covadonga (722)
- Burbia (791)
- Lutos (794)
- Barcelone  (801)
- Clavijo (844)
- San Esteban de Gormaz  (917)
- Simancas (939)
- Barcelone (985)
- Torà (1006)
- Barbastro (1064)
- Sagrajas (1086)
- Alcoraz (1096)
- Bairén (1097)
- Consuegra (1097)
- Uclès (1108)
- Croisade norvégienne (1108-1109)
- Valtierra (1110)
- Congost de Martorell (1114)
- Cutanda (1120)
- Fraga (1134)
- Oreja (1139)
- Ourique (1139)
- Coria  (1142)
- Santarém  (1147)
- Lisbonne  (1147)
- Santarém  (1184)
- Alarcos (1195)
- Al-Damus  (1210)
- Las Navas de Tolosa (1212)
- Majorque  (1229)
- Jerez (1231)
- Puig de Cebolla (1237)
- Séville (1247-1248)
- Salé (1260)
- Révolte mudéjar  (1264-1266)
- Écija (1275)
- Algésiras  (1278-1279)
- Moclín  (1280)
- Gibraltar  (1309)
- Gibraltar  (1315)
- Gibraltar  (1333)
- Tarifa / Río Salado (1340)
- Algésiras  (1342-1344)
- Gibraltar  (1349-1350)
- Gibraltar  (1411)
- Ceuta (1415)
- La Higueruela (1431)
- Campagne de Grenade (1482-1492) : Lucena - Grenade

Le Raid de Barcelone fut en 1115, le commandant almoravide Abu Bakr ibn Ibrahim mena un raid militaire contre le Comté de Barcelone sur ordre de Ali ben Youssef.

## Le raid
Après la mort d'Ibn al-Hajj, gouverneur de Saragosse, lors de sa campagne en 1114, Ali ben Youssef nomma Abu Bakr ibn Ibrahim ibn Tifilwit comme nouveau gouverneur de la ville. Il fut également nommé gouverneur de Murcie, Valence, Tortosa et du reste de l'est d'al-Andalus, avec pour ordre de marcher vers le nord afin d'envahir les terres de Barcelone.
Abu Bakr rassembla toutes ses forces et se dirigea vers le nord pour envahir les terres de Barcelone. Il assiégea Barcelone pendant 20 jours, jusqu'à ce que Ramon Berenguer III revienne de Majorque et rassemble les forces barcelonaises. Des batailles éclatèrent entre les deux camps,, au cours desquelles de nombreux chrétiens furent tués et 700 Almoravides perdirent la vie. Les Almoravides se replièrent ensuite vers leurs terres.